# Bruce Hamilton (General)

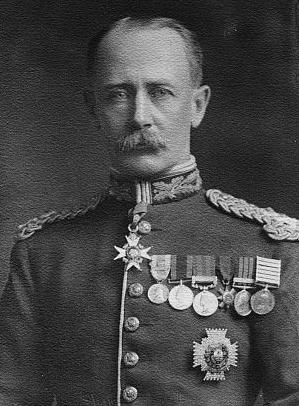
General Sir Brude Hamilton

Sir Bruce Meade Hamilton, GCB, KCB (* 7. Dezember 1857 in Sidmouth, Devon, England; † 6. Juli 1936 in Aylesbury, Buckinghamshire, England) war ein britischer Offizier und zuletzt General der British Army.

## Leben
Bruce Meade Hamilton war der zweite Sohn und das dritte von sechs Kindern von Generalleutnant Henry Meade Hamilton, CB, (1821–1895) und dessen Ehefrau Henrietta Mary Borrowes. Seine ältere Schwester Edith Althea Hamilton (1849–1927) war in erster Ehe mit Generalmajor George Pomeroy Colley verheiratet, der 1881 als Oberbefehlshaber im Ersten Burenkrieg fiel. In zweiter Ehe heiratete sie 1891 den Unterhausabgeordneten Wentworth Blackett Beaumont, 1906 zum 1. Baron Allendale erhoben wurde und dadurch bis zu seinem Tode dem Oberhaus angehörte. Sein jüngerer Bruder Hubert Ion Wetherall Hamilton (1861–1914) war Generalmajor und fiel zu Beginn des Ersten Weltkrieges beim sogenannten „Wettlauf zum Meer“, das Kriegsgeschehen 1914 an der Westfront zwischen dem Fluss Aisne und der Nordsee nach der Ersten Marneschlacht bis zur Ersten Flandernschlacht. Sein jüngster Bruder war Major Keith Randolph Hamilton.
Hamilton trat 1874 als Leutnant (Second Lieutenant) in das Territorialregiment Duke of York’s Own Loyal Suffolk Hussars ein und wurde 1877 in das Linieninfanterieregiment East Yorkshire Regiment (The Duke of York’s Own) übernommen. Er nahm am Zweiten Anglo-Afghanischen Krieg (1878 bis 1880) sowie anschließend 1881 am Ersten Burenkrieg und wurde dort aufgrund seiner militärischen Verdienste im Kriegsbericht erwähnt (Mentioned in dispatches). Nach zahlreichen anderen Verwendungen nahm er auch am Zweiten Burenkrieg (1899 bis 1902) teil. Im Anschluss wechselte er zur Garnison Aldershot und war als Nachfolger von Generalmajor Herbert Chermside von 1902 bis zu seiner Ablösung durch Generalmajor William Edmund Franklyn im März 1904 Kommandeur der dortigen 3. Division (General Officer Commanding, 3rd Division). Zugleich war er von 1902 bis Mai 1904 Kommandeur der zur 3. Division gehörenden 5. Brigade (Commanding, 5th Brigade). Für seine Verdienste wurde er am 26. Juni 1902 zum Knight Commander des militärischen Zweiges des Order of the Bath (KCB) geschlagen und führte fortan den Namenszusatz „Sir“. Im März 1904 übernahm er in der Garnison Aldershot von Generalmajor Charles Douglas den Posten als Kommandeur der 2. Division (2nd Division) und hatte dieses Kommando bis Mai 1907 inne, woraufhin Generalmajor Theodore Stephenson ihn ablöste. In dieser Verwendung wurde er zum Generalleutnant (Lieutenant-General) befördert.
Zuletzt wurde Generalleutnant Sir Bruce Hamilton im Dezember 1909 Nachfolger von Generalleutnant Sir Edward Pemberton Leach als Oberkommandierender des Heereskommandos Schottland (General Officer Commanding-in-Chief, Scottish Command) und verblieb in dieser Position bis Dezember 1913, woraufhin Generalleutnant Sir James Wolfe Murray. Er wurde am 20. Juli 1911 auch zum Knight Commander des Royal Victorian Order (KCVO) geschlagen und am 3. Juni 1915 zudem zum Knight Grand Cross des militärischen Zweiges des Order of the Bath (GCB (Mil)) erhoben.